# 아티스트 봉만대
"아티스트 봉만대"(Playboy BONG)는 한국에서 제작된 봉만대 감독의 2013년 코미디 영화이다. 봉만대 등이 주연으로 출연하였고 양건의 등이 제작에 참여하였다.

## 출연

### 주연
- 봉만대
- 곽현화
- 성은
- 이파니

### 조연
- 임필성
- 이선호
- 여현수
- 강용규
- 이상화
- 김나미
- 김도연

## 기타
- 프로듀서: 이승훈
- 제작부장: 김병우
- 제작팀: 남미라
- 제작팀: Hari Gunawan
- 제작팀: Lalu Torik
- 제작팀: Moh. Idris
- 투자: 양건의
- 공동투자: 신강영
- 촬영부: 김홍은
- 조명: 김대환
- 연출부: 김영수
- 연출부: 박재한
- 조감독: 차대섭
- 동시녹음: 지창주
- 믹싱: 정수연
- 사운드디자인: 정해연
- 사운드슈퍼바이저: 정수연
- 미술: 차대섭
- 시각효과: 서상화
- 시각효과: 홍수동
- 분장-헤어: 이지언
- 분장팀: 이보름
- 의상: 최선옥
- 의상: 신진희
- 편집부: 한지희
- 포스트 프로덕션: 스튜디오 에픽
- 음향부문: 김주연
- 음향부문: 강신규
- 음향부문: 이정한
- 음향부문: 정광민
- 음향부문: 정이솔
- 포스트프로덕션매니저: 임동춘
- 음악부문: 최영호
- 시각효과부문: 서상화
- 시각효과부문: 최형일
- 시각효과부문: 정동성
- 시각효과부문: 방성미
- 시각효과부문: 강민호
- 시각효과부문: 박상철
- 시각효과부문: 이금일
- 시각효과부문: 김선호
- 마케팅부문: 윤미정
- 마케팅부문: 신윤경
- 마케팅부문: 이근표
- 마케팅부문: 서언중
- 마케팅부문: 박영경
- 마케팅부문: 김희정
- 마케팅부문: 신영호
- 마케팅부문: 김시하
- 마케팅부문: 최은식
- 마케팅부문: 류재영
- 마케팅부문: 이홍규
- 마케팅부문: 박재호
- 마케팅부문: 이유희
- 마케팅부문: 김경희
- 마케팅부문: 이택수
- 마케팅부문: 안은정
- 마케팅부문: 남승우
- 마케팅부문: 홍세연
- 마케팅부문: 한송이
- 마케팅부문: 김보아
- 인쇄: 에쎈 컴퍼니
- 배급부문: 윤미정
- 배급부문: 씨너스 엔터테인먼
- 배급부문: 김성훈
- 배급부문: 주윤호
- 배급부문: 엠라인 디스트리뷰션㈜
- 배급부문: 손민경
- 배급부문: 서정미
- 배급부문: 주아람
- 배급부문: 김단아
- 배급부문: 성윤지
- 배급부문: ㈜글로벌미디어테크
- 배급부문: (주)아이랩
- 배급부문: 씨네비전
- 예고편: 장정진
- 예고편: 최진영
- 매니저부문: 최민
- 매니저부문: 김혁경
- 매니저부문: 안상미
- 매니저부문: 김일웅
- 매니저부문: 김은식